# Laki Kálmán
Laki Kálmán vagy Koloman Laki (Szolnok, 1909. február 1. – Falls Church, Virginia, 1983. február 12.) Kossuth-díjas biokémikus, fiziológus, a Magyar Tudományos Akadémia levelező tagja. Az 1948 után amerikai emigrációban élő tudós jelentős eredményeket ért el a véralvadás biokémiai, élettani mechanizmusának feltárásában. Lóránd László és az ő kutatásaihoz fűződik a véralvadékot képező fibrinháló stabilizálásáért felelős enzim, az ún. XIII-as faktor felfedezése.

## Életútja
Laki Kálmán törvényszéki börtönőr és Hagymási Mária fia. Középiskolai tanulmányait hadiárvaként végezte Szolnokon és Cegléden. 1929-től a szegedi Ferenc József Tudományegyetem orvostudományi karának hallgatója volt, amelyet 1933-ban végzett el. Ezt követően a természettudományi és matematikai karra iratkozott be, ahol 1935-ben vegyész-, 1936-ban pedig – az országban elsőként – biokémiai doktori oklevelet szerzett. Orvoshallgatóként már másodéves biokémiai vizsgáit követően Szent-Györgyi Albert szűkebb tanítványi körébe került, s mentora meghívására 1933-tól 1941-ig a szegedi egyetem orvosi vegytani intézetében dolgozott gyakornokként, majd tanársegédként. A Rockefeller Alapítvány ösztöndíjával 1938–1939-ben a Manchesteri Egyetem kémiai intézetében képezte tovább magát. 1941-ben magántanári képesítést szerzett „A molekulaszerkezet jelentősége a biokémiában” című tárgykörből. 1944-től a budapesti Pázmány Péter Tudományegyetem orvostudományi karán oktatott adjunktusként, 1947-től pedig ismét a szegedi Szent-Györgyi-intézetben tanított biokémiát címzetes nyilvános rendkívüli tanári címmel.
1948-ban Nyugatra emigrált, s előbb az angliai Leedsi Egyetem vendégprofesszora volt, majd az Amerikai Egyesült Államokba távozott. 1949-től a bethesdai (Maryland) Nemzeti Egészségügyi Intézet (National Institutes of Health) tudományos munkatársaként tevékenykedett, 1963-tól pedig az intézet biokémiai kutatólaboratóriumát vezette. Emellett a Szent-Györgyi Albert által 1973-ban alapított Nemzeti Rákkutató Alapítvány (National Foundation for Cancer Research) bethesdai igazgatója is volt. Tudományos pályájával párhuzamosan a Párizsi Egyetemen és az erlangeni Frigyes Sándor Egyetemen is megfordult vendégprofesszorként. 1962-ben a Párizshoz közeli Gif-sur-Yvetteben, a Természetes Anyagok Kémiai Intézetében (Institut de chimie des substances naturelles), 1963-ban a Párizsi Egyetem fizikokémiai intézetében, emellett több alkalommal az izraeli rehovóti Weizmann Tudományos Intézetben folytatott kutatásokat.

## Munkássága
Tudományos pályájának és eredményeinek legjava az Amerikai Egyesült Államokhoz kötődik. Szegedi éveiben általános biokémiai, élettani problémákkal foglalkozott, nagy figyelmet szentelt az anyagcsere-folyamatokon belül a biológiai oxidációk molekuláris folyamatainak feltárására, de olyan kérdésekkel is behatóan foglalkozott, mint például a maleinsav hatása a sejtlégzésre.
Pályája későbbi szakaszában fő kutatási területe a véralvadás biokémiai, molekuláris biológiai, fiziológiai vizsgálata volt. Ennek során feltárta a véralvadás hátterében álló fibrinogén átalakulását, a fibrinképződés folyamatát és egy fehérjebontó enzim, a trombin hatásmechanizmusát a folyamatban. Megállapították, hogy a trombin felelős a vérlemezkék vázának összehúzódásáért. Kollégáival – főként a szintén emigráns Lóránd Lászlóval – közösen végzett kutatások során felfedezték a vér egy addig ismeretlen, s a véralvadás folyamatában fontos tényezőként leírt fehérjéjét (XIII-as faktor vagy Laki–Lóránd-faktor), amely a véralvadék fő szerkezeti anyaga, a fibrinháló stabilizálásáért felelős.
Az izomműködés molekuláris mechanizmusára vonatkozó kvantum-biokémiai vizsgálatok során – ugyancsak munkatársaival – felfedezték a tropomiozin-A izomfehérjét, és felismerték a fehérjékhez kötődő neutrális sók hatását a peptidláncok cisz-transz izomériára. További vizsgálataik során bebizonyították, hogy a szemikinonok egy szabad elektront tartalmaznak. Laki egyes kutatási eredményeivel hozzájárult a rákkutatáshoz is, így például behatóan vizsgálta a transzglutamináz enzimeknek a daganatfejlődésben és az áttétek kialakulásában játszott szerepét.
Hozzávetőlegesen másfél száz szakcikke mellett három tanulmánykötetet szerkesztett. Az óhazával való tudományos kapcsolatai az 1960-as évek közepétől felerősödtek, s több fiatal tudós számára ösztöndíjat és laboratóriumában kutatási lehetőséget biztosított.

### Társasági tagságai és elismerései
1946-ban a Magyar Tudományos Akadémia levelező tagjává választották. Külföldre távozásakor, 1948-ban tagságától megfosztották; akadémiai tagságát csak 1989-ben, posztumusz állították helyre. Élettani kutatási eredményei elismeréseként 1948-ban átvehette a Kossuth-díj ezüst fokozatát. 1976-ban a Debreceni Orvostudományi Egyetem díszdoktorává avatták.
Választott hazájában a New York-i Tudományos Akadémia, 1955-től pedig washingtoni Nemzeti Tudományos Akadémia tagja volt. 1973-ban elnyerte a Mitchell Alapítvány nagydíját.

### Főbb művei
- Fibrinogen. Ed. by Koloman Laki. London: Arnold; New York: Dekker. 1968.
- Contractile proteins and muscle. Ed. by Koloman Laki. New York: Dekker. 1971.
- The biological role of the clot-stabilizing enzymes: Transglutaminase and factor XIII. Ed. by Koloman Laki. New York: New York Academy of Sciences. 1972.